# Krister Granbom
Krister Granbom (* 9. April 1941; † 26. Januar 2023 in Floda) war ein schwedischer Fußballspieler. Der Stürmer, der in den 1960er Jahren in der Allsvenskan spielte, wurde einmal Torschützenkönig der höchsten schwedischen Spielklasse.

## Werdegang
Granbom entstammte der Jugend des Perstorps SK. Ende der 1950er Jahre rückte er in den Kader der Wettkampfmannschaft auf, mit der er 1958 in die Drittklassigkeit aufstieg. Dort platzierte sie sich im mittleren Ligabereich.
Granbom hatte jedoch höherklassig auf sich aufmerksam gemacht, vor Beginn der Spielzeit 1962 schloss er sich Helsingborgs IF in der Allsvenskan an. Zunächst nur Ergänzungsspieler spielte er sich im Lauf der Zeit in die Startformation und war in der Spielzeit 1964 unumstrittener Stammspieler. Dabei glänzte er als regelmäßiger Torschütze: Mit 22 Saisontoren in 22 Saisonspielen überragte er als Torschützenkönig die Konkurrenz. Damit war er auch einer der Garanten für den Klassenerhalt des Klubs, der am Saisonende den letzten Nichtabstiegsplatz vor IFK Eskilstuna und GAIS belegte. Da die Mannschaft insgesamt auf 42 Saisontore kam, hatte er mehr als die Hälfte der Tore für seinen Verein erzielt.
Nach dem persönlichen Erfolg wechselte Granbom den Verein und schloss sich dem Ligarivalen IFK Göteborg an. Hier spielte er bis 1966 an der Seite von Bertil Johansson, Björn Ericsson und Bengt Berndtsson in der höchsten Spielklasse.
Anschließend beendete Granbom seine höherklassige Laufbahn, um sich nach einem Jobangebot in Göteborg der hauptberuflichen Tätigkeit zu widmen.